# 拉斯吉哈斯 (亞利桑那州)
拉斯吉哈斯（英語：Las Guijas）是位於美國亞利桑那州皮馬縣的一個非建制地區。該地的面積和人口皆未知。

## 地理
拉斯吉哈斯的座標為31°40′13″N 111°22′55″W / 31.67028°N 111.38194°W，而該地的平均海拔高度為1052米（即3451英尺）。